# Instytut Matematyki Uniwersytetu Opolskiego

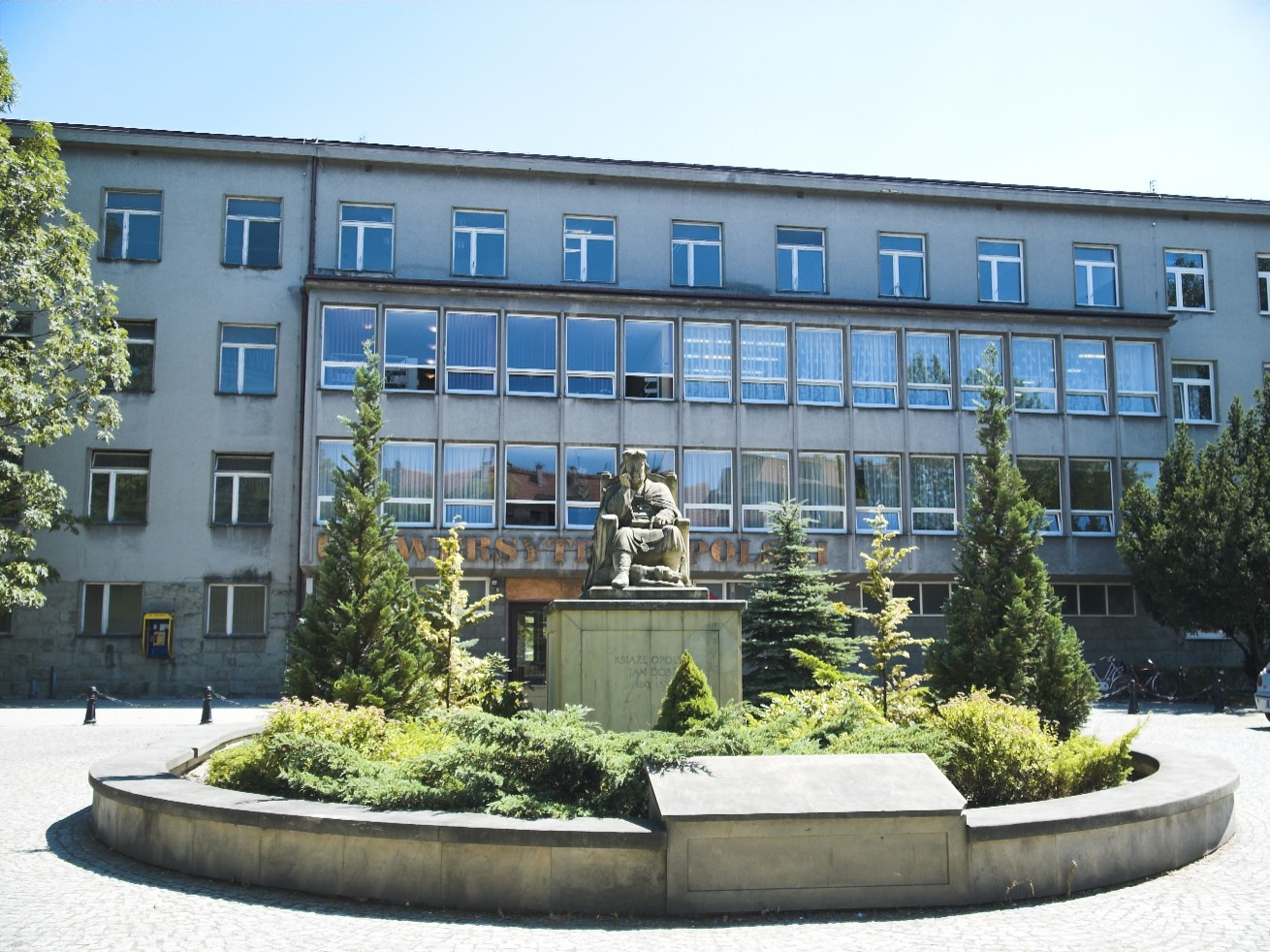
Siedziba Instytutu Matematyki i Informatyki UO

Instytut Matematyki i Informatyki Uniwersytetu Opolskiego (IMI UO) – jednostka dydaktyczno-naukowa należąca do struktur Wydziału Matematyki, Fizyki i Informatyki Uniwersytetu Opolskiego. Dzieli się na 2 katedr, 5 zakładów i 1 pracownie naukowe. Posiada uprawnienia do nadawania stopnia naukowego doktora. Prowadzi działalność dydaktyczną i badawczą związaną z ogólnymi systemami algebraicznymi, logiką matematyczną, zastosowaniem matematyki w fizyce i naukach technicznych, topologią ogólną, informatyką teoretyczną, teorią procesów stochastycznych, teorią grafów oraz zastosowaniem informatyki. Instytut oferuje studia na kierunkach matematyka, informatyka. W Instytucie kształci się studentów w trybie dziennym i zaocznym. Jego kadrę naukową tworzy 41 pracowników: 6 profesorów, 9 doktorów habilitowanych, 19 doktorów i 7 magistrów. Siedzibą instytutu jest Główny Gmach Uniwersytetu Opolskiego położony przy ulicy Oleskiej w Opolu, powstały w latach 50. XX wieku. 
Instytut Matematyki i Informatyki Uniwersytetu Opolskiego powstał w 1954 roku jako jeden z pierwszych instytutów w Wyższej Szkole Pedagogicznej w Opolu (od 1994 roku Uniwersytet Opolski), którego twórcami byli naukowcy przybyli w znacznej części z Uniwersytetu Wrocławskiego i Uniwersytetu Jagiellońskiego. Pracownicy naukowi instytutu zajmowali też często najważniejsze stanowiska w hierarchii uniwersyteckiej – rektorów: Jerzy Słupecki (1962–1966) oraz prorektorów: Andrzej Zięba (1962–1968), Zbigniew Romanowicz (1969–1972), wielokrotnie obejmowali też funkcję dziekanów na swoich wydziałach. Instytut początkowo afiliowany był przy Wydziale Matematyczno-Informatycznym, przekształconym następnie w Wydział Matematyki, Fizyki i Chemii, a od reorganizacji struktur uniwersyteckich w 2008 roku przy Wydziale Matematyki, Fizyki i Informatyki.

## Adres
Instytut Matematyki i Informatyki 

Uniwersytetu Opolskiego 

ul. Oleska 48 

45-052 Opole

## Władze (2016-2020)
Dyrektor: prof. dr hab. Tadeusz Nadzieja
Zastępca Dyrektora: dr hab. Barbara Majcher-Iwanow, prof. UO
Zastępca Dyrektora: dr Włodzimierz Bąk

## Historia
Instytut Matematyki i Informatyki Uniwersytetu Opolskiego powstał w 1954 roku jako jeden z pierwszych instytutów w Wyższej Szkole Pedagogicznej w Opolu (od 1994 roku Uniwersytet Opolski), którego twórcami byli naukowcy przybyli w znacznej części z Uniwersytetu Wrocławskiego i Uniwersytetu Jagiellońskiego. Początkowo nosił on nazwę Instytutu Matematyki, ale po wprowadzeniu nowego kierunku studiów jakim była informatyka w latach 90. XX wieku zmienił on nazwę na Instytut Matematyki i Informatyki.

## Kierunki kształcenia
Instytut kształci studentów na 2 kierunkach i następujących specjalizacjach na studiach pierwszego stopnia: 3-letnich licencjackich lub 3,5-letnich inżynierskich:
- matematyka
  - matematyka finansowa
  - matematyka z zastosowaniami
  - modelowanie matematyczne i analiza danych
  - specjalność nauczycielska
- informatyka
  - bazy danych
  - grafika komputerowa

Po ukończeniu studiów pierwszego stopnia studenci mogą kontynuować naukę na studiach studiach drugiego stopnia (2-letnich lub 1,5-letnich magisterskich uzupełniających):
- matematyka
  - matematyka finansowa
  - matematyka stosowana
  - matematyka teoretyczna
  - modelowanie matematyczne i analiza danych
  - specjalność nauczycielska
- informatyka
  - inżynieria internetowa
  - statystyka obliczeniowa

Ponadto instytut prowadzi studia doktoranckie z zakresu matematyki.

## Główne kierunki działalności
Instytut Informatyki
- ogólne systemy algebraiczne
- logika matematyczna
- informatyka teoretyczna
- teoria grafów
- zastosowania informatyki

Instytut Matematyki
- ogólne systemy algebraiczne
- logika matematyczna
- zastosowania matematyki w fizyce i naukach technicznych
- topologia ogólna
- teoria procesów stochastycznych
- teoria grafów

## Struktura organizacyjna

### Katedra Algebry i Logiki
Pracownicy:
- Kierownik: prof. dr hab. Janusz Czelakowski
- dr hab. Barbara Majcher-Iwanow
- dr hab. Roman Marszałek
- dr hab. Piotr Wojtylak, prof. UO
- dr Małgorzata Kruszelnicka
- mgr Kamila Kowalska-Żak

### Katedra Analizy Matematycznej
Pracownicy:
- Kierownik: prof. dr hab. Tadeusz Nadzieja
- prof. dr hab. Maciej Wojtkowski
- dr hab. Zdzisław Suchanecki, prof. UO
- dr Włodzimierz Bąk
- dr Piotr Knosalla
- dr Anna Lytova
- dr Piotr Urbaniec

### Pracownia Systemów Komputerowych
Pracownicy:
- Kierownik: dr Jacek Iwański
- mgr inż. Władysław Makuchowski
- inż. Marek Barycki
- inż. Adam Słodki
- Bartosz Dobrowolski

### Zakład Informatyki
Pracownicy:
- Kierownik: dr hab. Lidia Tendera, prof. UO
- dr hab. Wiesław Szwast, prof. UO
- dr Ian Pratt-Hartmann, prof. UO
- dr Sebastian Bala
- dr Zbigniew Bonikowski
- dr Edward Bryniarski
- dr inż. Adam Czubak
- dr Jacek Iwański
- dr Andrzej Jasiński
- dr Helena Kiriczenko
- dr Sławomir Kost
- dr inż. Andrzej Kozik
- dr Zbigniew Lipiński
- dr Jolanta Mizera-Pietraszko
- dr inż. Sławomir Stemplewski
- dr inż. Grażyna Suchacka
- dr Jolanta Tańcula

### Zakład Topologii
Pracownicy:
- Kierownik: dr hab. Jacek Nikiel, prof. UO
- dr hab. Grzegorz Kubicki, prof. UO
- dr hab. Janusz Prajs
- dr Jerzy Michael
- mgr Roman Lubczyk

## Działalność studencka
Studenci Instytutu Matematyki i Informatyki mają możliwość rozwijania swoich zainteresowań działając w Naukowym Kole Matematyków oraz w Kole Naukowym Informatyków. W ramach działalności koła uczestniczą w wykładach, warsztatach, konferencjach, konkursach. Organizują pokazy i warsztaty dla uczniów szkół średnich i gimnazjów. Pomagają oni także w organizacji Opolskich Festiwali Nauki:

## Siedziba
Siedzibą Instytutu Matematyki i Informatyki UO jest Główny Gmach Uniwersytetu Opolskiego, wzniesiony na terenie kampusu uniwersyteckiego, budowany w latach 1958–1960. Poza instytutem w budynku tym mieszczą się także: działy spraw studenckich (sprawy socjalno-bytowe) oraz Instytut Nauk Pedagogicznych.